# Miroslav Krejčí
Miroslav Krejčí (4. listopadu 1891 Rychnov nad Kněžnou – 29. prosince 1964 Praha) byl český hudební skladatel a pedagog.

## Život
První skladbičky zapsala jeho matka, když mu byly čtyři roky. Od šesti let hrál na klavír. Vystudoval gymnázium v Rychnově nad Kněžnou a přírodopis, zeměpis a hudební vědu na Karlově univerzitě v Praze. Souběžně studoval soukromě skladbu u Vítězslava Nováka. Vyučoval na středních školách v Praze a v Litoměřicích. Od roku 1943 byl rovněž profesorem skladby na Pražské konzervatoři. V roce 1946 se stal členem České akademie věd a umění a v roce 1953 odešel do důchodu.
Byl to neobyčejně plodný skladatel, který zasáhl do prakticky všech hudebních forem. Pokračoval ve stopách svého učitele Vítězslava Nováka. Jeho silnou stránku byla lyrika a ve svých skladbách často využíval polyfonní techniky. Jeho dílo bylo prováděno předními československými umělci a získalo řadu ocenění.

## Dílo

### Velká vokální díla
- Léto (opera podle Fráni Šrámka, 1937)
- Poslední hejtman (také názvy Mária resp. Hejtman Talafús, opera podle Bratrstva Aloise Jiráska, 1944)
- Svatební píseň (kantáta, 1926)
- Českému lidu (kantáta, 1939)
- Smrt Kristova (oratorium, 1937)
- Láska pěknější (kantáta, 1955)
- Mše D-dur (1945)
- Rodné zemi (kantáta, 1958)
- Mír (1959)

### Orchestrální skladby
- Suita op. 4 (1917)
- Král Lávra, veselá skladba o králi ušatci (1917)
- Mokrovratská serenáda pro malý orchestr (1926)
- Malá suita (1927)
- Život a čas (1927)
- Lidová slavnost (1941)
- Z Havlíčkova Brodu (1941)
- Partita ve starém slohu (1943)
- Taneční suita (1950)
- Jaro ve vlasti (1956)
- Symfonie f-moll (1915)
- Symfonie g-moll (1946)
- České tance op. 75 (1948)
- Veselé tance op. 96 (1953)
- Symfonie D-dur, Radostným zítřkům vstříc (1954)
- Čtyři skladby podle obrazů Maxe Švabinského (1955)
- Symfonie A-dur, Pax hominibus (1957)
- Koncert E-dur pro violu a orchestr, op. 72 (1947)
- Koncert pro klarinet a orchestr (1949)
- Koncertní capriccio pro violu s průvodem dechových nástrojů a kotlů, op. 83 (1950)

### Klavírní skladby
- O radostech a lásce (1914)
- Chvalozpěv (1915)
- Tance (1916)
- Ze života (1921)
- Hrst bukvic ježatých (1922)
- Taneční hudba pro 4 ruce (1928)
- Suita in D (1942)
- Variace na téma Vítězslava Nováka (1952)

### Varhannískladby
- Tři skladby (1926)
- Preludium a fuga na chorál „Hle vstalť jest nyní Kristus Pán“ (1927)
- Chorální předehry na staročeské písně duchovní (1947)
- Pastorale, variace a fuga (1948)
- Toccata, arioso a ciaconna (1954)
- Sonáta gis-mol (1943)
- Sonáta b-moll (1954)

### Skladby pro jiné sólové nástroje
- Črty pro harfu (1949)
- Malá suita pro sólovou violu
- Sonáta d-moll pro violoncello (1943)
- Sonatina pro fagot (1930)
- Sonatina pro hoboj (1931)
- Sonatina pro lesní roh (1931)

### Dua
- Tři skladby pro housle (nebo violu) a klavír, op. 34 (1932)
- Sonáta G-dur pro housle a klavír (1926)
- Sonáta A-dur pro housle a klavír (1952)
- Tři skladby pro violu a klavír (1932)
- Sonáta cis-moll pro violu a klavír, op. 57 (1941)
- Sonáta cis-moll pro violu a klavír (1958)
- Sonáta A-dur pro violoncello a klavír (1943)
- Sonáta pro kontrabas a klavír (1952)
- Sonáta pro hoboj a klavír (1951)
- Tři skizzy pro klarinet a klavír (1942)
- Sonáta pro klarinet a klavír (1950)
- Sonáta pro fagot a klavír (1952)
- Sonáta pro lesní roh a klavír op. 39 (1935)
- Sonáta pro lesní roh a klavír op. 119 (1959)
- Sonáta pro basetový roh a klavír (1950)
- Sonáta pro flétnu a klavír (1958)
- Suita pro lesní roh a klavír (1956)
- Tři smyčcová dua (1944–1950)
- Nénie a Paián pro housle a harfu (1955)

### Tria
- Smyčcové trio a-moll (1942)
- Klavírní trio d-moll (1941)
- Sonatina d-moll pro housle, klarinet a klavír (1940)
- Tercetto pro hoboj, klarinet a fagot (1925)
- Dvě kasace (1949)
- Dvě tria (1956)

### Kvartety
- Smyčcový kvartet F-dur (1913)
- Smyčcový kvartet G-dur „O mládí a moudrosti“ (1918)
- Smyčcový kvartet e-moll (1926)
- Smyčcový kvartet Es-dur s altovým sólem na text Josefa Hory: Zpěv rodné zemi (1941)
- Smyčcový kvartet Des-dur (1943)
- Smyčcový kvartet A-dur (1953)
- Smyčcový kvartet C-dur (1955)
- Tři korejské písně
- Klavírní kvartet (1932)
- Dechový kvartet B-dur (1938)
- Dechový kvartet e-moll (1939)
- Dechový kvartet „Listy z dálky“ (na dopisy J. Týmla z koncentračních táborů, 1938)
- Kvartet pro hoboj, klarinet, fagot a klavír (1955)
- Tři skladby pro tři violy a klavír (1957)

### Kvintety
- Smyčcový kvintet A-dur (1920)
- Smyčcový kvintet „Na památku mé matky“ (1926)
- Smyčcový kvintet e-moll (1948)
- Smyčcový kvintet C-dur (1951)
- Divertimento pro dechový kvintet (1926)
- Serenáda pro 5 klarinetů (1932)

### Sextety
- Smyčcový sextet (1935)
- Suita pro dechový kvintet a klavír (1934)
- Divertimento pro dechový sextet (1942)
- Dechový sextet (1949)

### Jiné komorní skladby
- Septet G-dur (1945)
- Venkovské septeto (1950)
- Oktet C-dur (1942)
- Dechový oktet (1956)
- Nonet F-dur (1940)
- Nonet C-dur (1954)
- 3 polky pro nonet (1952)
- Decet (1952)
- Divertimento pro 10 dechových nástrojů (1958)

Kromě toho zkomponoval mnoho písní, písňových cyklů a sborů. Komponoval i estrádní hudbu. Sestavoval a upravoval pásma národních písní, upravoval a připravoval k vydání díla starých českých mistrů a byl činný i publicisticky. Řada jeho děl byla ztracena.